# Atletismo nos Jogos Pan-Americanos de 2019 - Lançamento de martelo masculino
A competição do lançamento de martelo masculino foi um dos eventos do atletismo nos Jogos Pan-Americanos de 2019, em Lima, no Peru. A prova foi realizada no dia 8 de agosto.

## Calendário
Horário local (UTC-5).
| Data        | Horário | Fase  |
| ----------- | ------- | ----- |
| 8 de agosto | 14:30   | Final |

## Medalhistas
| Ouro   | CHI Gabriel Kehr      |
| Prata  | CHI Humberto Mansilla |
| Bronze | USA Sean Donnelly     |

## Recordes
Recordes mundial e pan-americano antes da disputa dos Jogos Pan-Americanos de 2019.
| Tipo                             | Atleta       | Marca   | Local       | Data                  |
| -------------------------------- | ------------ | ------- | ----------- | --------------------- |
|                                  | Yuriy Sedykh | 86,74 m | Stuttgart   | 30 de agosto de 1986  |
| Recorde dos Jogos Pan-Americanos | Lance Deal   | 79,63 m | Guadalajara | 26 de outubro de 2011 |

## Resultado final
Os resultados foram os seguintes:  
| Posição           | Atleta              | Nacionalidade      | #1    | #2    | #3    | #4    | #5    | #6    | Resultado | Notas                |
| ----------------- | ------------------- | ------------------ | ----- | ----- | ----- | ----- | ----- | ----- | --------- | -------------------- |
| Medalha de ouro   | Gabriel Kehr        | CHI Chile          | 74.50 | 74.98 | 73.88 | x     | 72.85 | 74.00 | 74.98     |                      |
| Medalha de prata  | Humberto Mansilla   | CHI Chile          | x     | 69.68 | 71.73 | x     | 74.38 | 72.90 | 74.38     |                      |
| Medalha de bronze | Sean Donnelly       | USA Estados Unidos | x     | 70.41 | 74.23 | 73.62 | x     | 72.79 | 74.23     |                      |
| 4                 | Diego del Real      | MEX México         | 66.78 | 71.57 | x     | 71.69 | 74.16 | 73.98 | 74.16     |                      |
| 5                 | Joaquín Gómez       | ARG Argentina      | 69.19 | 71.27 | 71.86 | 73.06 | 70.79 | 73.92 | 73.92     | Recorde da temporada |
| 6                 | Allan Wolski        | BRA Brasil         | 70.84 | 70.91 | 70.37 | 69.76 | x     | 73.25 | 73.25     |                      |
| 7                 | Roberto Janet       | CUB Cuba           | 70.30 | 71.56 | 71.19 | 69.54 | 70.73 | 71.93 | 71.93     |                      |
| 8                 | Rudy Winkler        | USA Estados Unidos | x     | 71.84 | 71.04 | x     | x     | 71.29 | 71.84     | Recorde da temporada |
| 9                 | Roberto Sawyers     | CRC Costa Rica     | 70.25 | 64.60 | 69.98 |       |       |       | 70.25     |                      |
| 10                | Reinier Mejías      | CUB Cuba           | x     | 67.50 | x     |       |       |       | 67.50     |                      |
| 11                | José Manuel Padilla | MEX México         | 64.21 | 66.40 | 62.63 |       |       |       | 66.40     |                      |

Legenda
| Recorde mundial                  | Recorde mundial (World record)               |                       | Recorde africano                      | Recorde africano (African) |                                           | Q | Classificado por posição (Qualified) |
| Recorde dos Jogos Pan-Americanos | Recorde pan-americano (Pan-American record)  | Recorde da América    | Recorde da América (Americas)         | q                          | Classificado por melhor tempo (Qualified) |   |                                      |
| Melhor marca do ano              | Melhor marca do ano (World leading)          | Recorde asiático      | Recorde asiático (Asian)              | DNS                        | Não largou (Did not start)                |   |                                      |
| Recorde nacional                 | Recorde nacional (National record)           | Recorde europeu       | Recorde europeu (European)            | DNF                        | Não terminou (Did not finish)             |   |                                      |
| Recorde pessoal                  | Recorde pessoal do atleta (Personal best)    | Recorde da Oceania    | Recorde da Oceania (Oceania)          | DSQ / DQ                   | Desclassificado (Disqualified)            |   |                                      |
| Recorde da temporada             | Recorde da temporada do atleta (Season best) | Recorde sul-americano | Recorde sul-americano (South America) | NM                         | Sem marca (No mark)                       |   |                                      |